# Żydowski sierociniec w Helenówku
Żydowski sierociniec w Helenówku – dawny sierociniec, znajdujący się przy obecnej ul. Krajowej 15 w Łodzi; dawniej „osada Fabianka 6”.
„Żydowski sierociniec” to nazwa popularna, a oficjalna, według statutu, to „Internat dla Dzieci Żydowskich i Ferma w Helenówku, gm. Radogoszcz”. Został on zatwierdzony przez wojewodę łódzkiego 16 lutego 1922 roku. Na jego bazie powstał w 1930 r. opisywany sierociniec. Pierwszym i jedynym jego dyrektorem do wybuchu II wojny światowej był Chaim Rumkowski, późniejszy Przełożony Starszeństwa Żydów w łódzkim getcie. 
Podczas wojny funkcjonował tu nazistowski ośrodek „Lebensbornu”, o którym wspomina m.in. Władysław Bartoszewski w wywiadzie-rzece pt. Mój Auschwitz.
W 1941 r., przy następnej przecznicy w kierunku zachodnim, na tzw. Marianowie, przy obecnej ul. Chlebowej (wówczas Haidelbeerenweg), rozpatrywano możliwość pomieszczenia obozu dla polskich dzieci (Polen-Jugendverwarlager in Litzmannstadt), który ostatecznie powstał przy ul. Przemysłowej, na terenie łódzkiego getta.   

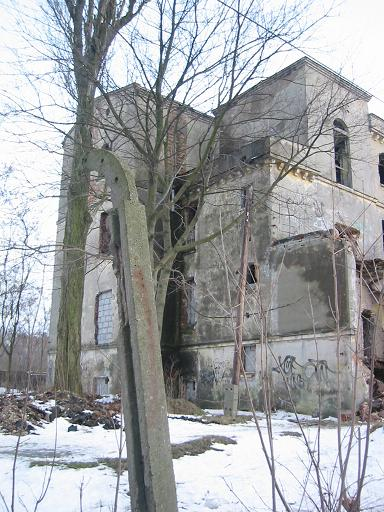
Budynek w 2004 roku w trakcie rozbiórki

Po II wojnie św. w budynku umieszczono sieroty żydowskiego pochodzenia, które przeżyły Holocaust (jednym z wychowanków był Henryk Grynberg) oraz żydowskie polskie dzieci odzyskane z terenu Rosji. W latach 1945–1949 kierowała nim Maria Fajngold. Ośrodek był utrzymywany przez amerykańską żydowską organizację charytatywną Joint. Z tego powodu pod względem żywnościowym i ogólnym przebywające tu dzieci miały tu doskonałe warunki bytowania, pozwalające im chociaż pod tym względem odreagować traumy wojenne. Teren Ośrodka był ogrodzony wysoką drucianą siatką i na stałe zatrudniał trzech uzbrojonych wartowników. Według wspomnień H. Grynberga było to trzech samotnych mężczyzn. Jeden - Natek - był ex żołnierzem „Brygady Międzynarodowej” w Hiszpanii oraz Armii Czerwonej z którą powrócił do Polski, drugi - Danek - ex żołnierz armii gen. Andersa i Gerszon, były partyzant. Cała trójka była według Grynberga bardzo oddana przebywającym w Ośrodku dzieciom i nader skrupulatnie wypełniała zadanie jego ochrony, szczególnie po pogromie w Kielcach.        
Następnie placówkę upaństwowiono i utworzono tu Dom Wychowawczy dla Dziewcząt im. Maksyma Gorkiego (między innymi przebywała w nim Nika Strzemińska, córka Władysława Strzemińskiego i Katarzyny Kobro). 
W latach 80. XX wieku placówkę zlikwidowano, a nieremontowany budynek popadł w ruinę. Po odzyskaniu własności przez łódzką Gminę Żydowską budynek wraz z działką sprzedano. W 2004 roku budynek rozebrano. 